# Синявець Озиріс
Синявець Озиріс (Cupido osiris) — вид денних метеликів родини Синявцеві (Lycaenidae).

## Поширення
Вид поширений у Південній та Східній Європі, Північній Африці, Західній, Середній та Північній Азії. В Україні трапляється у степовій та лісостеповій зоні, на Прикарпатті та у Гірському Криму..

## Спосіб життя
Населяє степові ділянки, пустки з кормовими рослинами. Гусінь спершу живиться листям рослин. Кормовими рослинами є еспарцет піщаний і вязель. Згодом гусінь паразитує у мурашниках роду Lasius. Метелики літають з кінця травня по середину серпня.